# تغير حالة
تغير الحالة  في الفيزياء وعلم الأحياء وديناميكا حرارية (بالإنجليزية: state variation) هو بصفة عامة تغير نظام من حالة إلى حالة أخرى ، مثل تغير الماء من الحالة السائلة إلى الحالة الغازية في هيئة بخار ، وفي علم الأحياء مثل تغير البويضة إلى جنين ، أوتغير الطفل إلى شاب ، وفي الفيزياء تغير نواة الذرة عند إصدارها جسيم ألفا .

## في علم الأحياء
في علم الأحياء هو تغير الجسم الحي من حالة إلى حالة عبر عمره أو بين المرض والسلامة أو الموت .

## في الفيزياء
تهتم الفيزياء بدراسة تغير الحالات من حالة إلى حالة .
مثل التغير من الحالة السائلة إلى الحالة الصلبة ، أو تغير حجم النظام أو تغير الضغط في نظام أو في الفلك تغير نجم إلى عملاق أحمر أو إلى قزم أبيض.

### في الميكانيكا
تمثل الدالة الفيزيائية المسماة بالعجلة تغير في حركة جسم (تغير سرعة الجسم) .
كذلك في عملية تصادم بين أجسام أو جسيمات أولية .

### فيالحركة الحرارية
في الترموديناميكا ندرس تغير حالة النظام من الحالة السائلة إلى الحالة الصلبة أو الحالة الغازية .كذلك التغير من حالة لابلورية إلى حالة بلورية وحالات أخرى يصحبها تغير لإنتروبية النظام . مثال على ذلك انصهار الثلج وتبخير وتكثيف الماء.
كذلك نصف تغير الحالة الغازية ، حيث نغير الغاز من آلة إلى حالة . مثال على ذلك مشاهدة بالون منفوخ في يوم من أيام الصيف ، فعندما نضعه في مكان مكيف الهواء (بارد) فإنه ينكمش .
ونتبع عند تغيير حالة نظام ما إحدى الطرق الآتية:
a)  عملية متساوية الضغط Isobar (وفيها نحافظ على ثبات الضغط ومراقبة ما يحدث للنظام عند تغيير درجة الحرارة مثلا.)
b)  عملية متساوية الحجم Isochor(عملية نحافظ خلالها على ثبات حجم النظام ، مثل حجم البالون أو حجم المكبس في آلة .)
c)  عملية متساوية الحرارة Isotherm (نحافظ فيها على ثبات درجة الحرارة. )
d)  عملية كظومة Adiabatic (عملية لا يحدث فيها تبادل طاقة حرارية )
e)  عملية متساوية الإنتروبية Isentrop (وخلالها نحافظ على عدم تغير إنتروبية النظام .
f)  عملية متساوية الإنثالبي Isenthalp (نحافظ خلال تلك العملية على عدم تغير الإنثالبي للنظام .
وبعض الفحوصات الأخرى لدوال الحالة.
ومن الملاحظ أننا عندما نجري تجربة تتعلق بتغير حالة نظام فإننا نحدد عددا من خواص النظام ونجعلها ثابتة أثناء إجراء التجربة ونراقب اعتماد خاصية معينة مثل الضغط على درجة الحرارة مثلا. أي أننا نحاول أن نجعل نظامنا «نظاما مثاليا» بعض الشيء لدراسة خواصه .

### فيالفيزياء الذريةوالفيزياء النوويةوميكانيكا الكم
توصف تغير الحالات الصغرية في الفيزياء مثل الفيزياء الذرية والفيزياء النووية وميكانيكا الكم الصغرية بأنها في الأساس تغير لمستويات الطاقة في نظام معين ، مثل أغلفة الذرة أو مستويات طاقة نواة الذرة.